# Una ragazza in trappola
Una ragazza in trappola (Fall Into Darkness) è un film per la televisione del 1996 diretto da Mark Sobel. È ispirato al romanzo di Christopher Pike (anche sceneggiatore e co-produttore esecutivo del film) Fall into Darkness dello stesso anno.

## Trama
In una cittadina vicino a Los Angeles i ragazzi si trovano insieme per divertirsi. Jerry conosce Sharon e insieme vanno a una festa dove la ragazza conosce Ann, sorella di Jerry. Durante il party, Jerry muore travolto sotto a un treno e la sorella fa cadere la colpa su Sharon inscenando un omicidio, facendo sospettare su di lei. Mentre stava procedendo per il verso giusto, Ann sparisce misteriosamente. Sharon, viene scagionata dall'accusa che aveva fatto Ann e la polizia indaga sull'accaduto.